# Asher Book
Pour les articles homonymes, voir Book.
Asher Monroe Book (né le 18 septembre 1988 à Arlington, en Virginie) est un acteur, danseur et auteur-compositeur-interprète américain. Il fut membre du groupe V Factory, et est principalement connu pour avoir joué dans le film Fame.

## Biographie

### Enfance et débuts
Asher Monroe Book naît le 18 septembre 1988 à Arlington, en Virginie. Il obtient son premier rôle à l'âge de sept ans dans la tournée nationale de la production de Broadway La Belle et la Bête. Puis, il fréquente la Professional Performing Arts School à New York de 2000 à 2002, avant de déménager à Los Angeles. Il a un frère aîné et une sœur aînée. 
Il cite Madonna parmi ses inspirations depuis son enfance.

### V Factory
En 2006, il intègre V Factory, un groupe de Pop/R&B. Il quitte le groupe en octobre 2010.

### Carrière solo
En 2011, il signe sous le nom de Asher Monroe pour un nouveau label de musique appelé D Empire. Son premier clip vidéo Like I Do créé la frénésie chez les fans et enregistre plus de 1,6 million de vues, la moitié d'entre elles durant les premières 24 heures seulement. En passant le million de vues après l'édition de janvier 2012, sa deuxième vidéo Hello Baby lui permet de se faire remarquer par le Huffington Post, le Forbes, et plusieurs autres sites web chassant les tendances du moment. Sa troisième vidéo Every Night (sortie fin février 2012) surpasse les 2,5 million de vues, et le conduit à faire une tournée dans 20 villes des États-Unis. Après l'achèvement de la tournée, Asher Monroe retourne aux studios avec Ryan Tedder afin d'enregistrer son prochain titre Here With You.
La sortie en août 2012 de son premier titre officiel Here With You (avec Ryan Tedder) fait ses débuts sur MTV Buzzworthy et permet à Asher Monroe d'obtenir le titre de MTV's Top 10 Artists to Watch puis de lui ouvrir les portes pour un partenariat avec Chris Brown et Senior VP d'A&R pour Def Jam, Bu Thiam.
En décembre 2013, Monroe publie son EP Christmas is Here to Stay sur iTunes, comprenant la chanson titre ainsi que la ballade Warm Winter Night. Les deux chansons comprennent des vidéos musicales réalisées par Giuliano Bekor. En février 2014, Monroe sort le clip Memory avec Chris Brown (coécrit par Monroe, Justin Tarin, et Chris Brown).

## Discographie

### EP
| Année | Détails de l'album                                                                                                   |
| ----- | --- |
| 2013  | Here With You (Remixes) - Sortie : 28 février 2013 - Label : D Empire Entertainment - Formats : CD, digital download |

### Singles
| Année | Titre |
| ----- | --- |
| 2011  | Back for More (feat. Hot For Words) - Sortie : 10 mai 2011 - Label : D Empire Entertainment - Formats : CD, digital download |
| 2011  | Love Away - Sortie : 11 mai 2011 - Label : D Empire Entertainment - Formats : CD, digital download                           |
| 2011  | So High - Sortie : 11 mai 2011 - Label : D Empire Entertainment - Formats : CD, digital download                             |
| 2011  | Like I Do - Sortie : 3 novembre 2011 - Label : D Empire Entertainment - Formats : CD, digital download                       |
| 2012  | Hello Baby - Sortie : 13 janvier 2012 - Label : D Empire Entertainment - Formats : CD, digital download                      |
| 2012  | Every Night - Sortie : 25 février 2012 - Label : D Empire Entertainment - Formats : CD, digital download                     |
| 2012  | Here With You - Sortie : 29 août, 2012 - Label : D Empire Entertainment - Formats : CD, digital download                     |

## Filmographie

### Cinéma
| Année | Film           | Rôle         | Réalisateur      |
| ----- | -------------- | ------------ | ---------------- |
| 2005  | Come Away Home | Chris        | Doug McKeon      |
| 2009  | Fame           | Marco Ramone | Kevin Tancharoen |

### Séries télévisées
| Année | Titre                       | Rôle            | Saison(s) | Épisode(s)                     |
| ----- | --------------------------- | --------------- | --------- | ------------------------------ |
| 2005  | Zoé                         | Glen Davis      | 01        | 12                             |
| 2006  | Close to Home : Juste cause | Alex Towers     | 01        | 11                             |
| 2007  | Eight One Eight             | Chris           |           |                                |
| 2007  | Médium                      | Wyatt Forrester | 03        | 07                             |
| 2009  | Xpose                       | Lui-même        |           |                                |
| 2009  | The Wendy Williams Show     | Lui-même        |           |                                |
| 2009  | Entertainment Tonight       | Lui-même        |           |                                |
| 2010  | Parenthood                  | Steve Williams  | 01        | 04, 05, 07, 09, 10, 11, 12, 13 |
| 2010  | Mentalist                   | Jackson Winter  | 03        | 04                             |